# X-by-wire
X-by-wire是一工程用語，中文稱為電子線控或線傳，表示某一個組件是由電子訊號控制，不是由機械或油壓方式控制，因為其英文會以by-wire為字尾，因此統稱為X-by-wire。前面的X就是原先的系統或功能。
以飛行線控（fly-by-wire）為例，此用語表示飛機的操控是透過電子信號控制，不是用油壓方式控制。汽車中的駕駛線控也是類似的技術。
X-by-wire會利用電子、電機、光電或是光學的控制信號，再配合控制系統及制動器達到原設計的功能。
傳統的機械或油壓系統會慢慢的失效，而X-by-wire有可能會突然失效，讓系統失控。因此一些重要的系統會加上冗餘的機制。也有將X-by-wire配合備援的機械回授一起使用的混合系統。